# Thysanocarpus
Thysanocarpus es un género de fanerógamas perteneciente a la familia Brassicaceae. Comprende 22 especies descritas y de estas, solo 2 aceptadas.

## Descripción
Estas son pequeños plantas herbáceas anuales.  La fruta es una cápsula plana generalmente redonda u oval, alada alrededor de la vaina. Los frutos cuelgan en la mayor parte de la longitud del tallo. Son nativas de la oeste de los Estados Unidos.

## Taxonomía
El género fue descrito por William Jackson Hooker  y publicado en Flora Boreali-Americana 1(2): 69–70, pl. 18, f. A. 1830. La especie tipo es: Thysanocarpus curvipes Hook.	
Etimología
Eremodraba: nombre genérico que deriva de la palabra del griego antiguo eremo = desierto o de áreas deshabitadas, y ''draba, género de Brassicaceae, en referencia a su parecido con las plantas del desierto Draba.

## Especies aceptadas
A continuación se brinda un listado de las especies del género Thysanocarpus aceptadas hasta mayo de 2014, ordenadas alfabéticamente. Para cada una se indica el nombre binomial seguido del autor, abreviado según las convenciones y usos. 
- Thysanocarpus curvipes Hook.
- Thysanocarpus laciniatus Nutt.